# イノコム
イノコム (Inokom) は、マレーシアのコングロマリット（複合企業）であるサイム・ダービー傘下の自動車製造会社である。主な株主はサイム・ダービー（51%）、現代自動車（韓国本社が15%、現地法人が5%）、ベルジャヤ・グループ（15%）、Pesumal (M) Sdn Bhd（14%）となっている。ケダ州クリムに本社と組立工場を有する。

## 概要
1997年8月から自動車の製造を開始。2000年5月6日に自社ブランドの商用車を発売開始した。2002年にマレーシア第3の国産車メーカーとして認定を受け、それ以降現代自動車からライセンス供与を受けて自社ブランド車として製造・販売している。
イノコムの乗用車はヒュンダイブランド車とともにヒュンダイ・サイム・ダービー・モーターズ（ヒュンダイとサイム・ダービーが出資）によって販売が行われている。フロント及びリアにイノコムのCIマークがヒュンダイのそれの代わりに装着される。また、かつてはリアに「HYUNDAI」マークが装着されていなかったが、現在は「HYUNDAI LICENSED PRODUCT」及びサイム・ダービーのCIマークが装着されている。
この他、BMWなどのメーカーからも委託を受けてCKD生産を行っている。
2013年4月2日、2000年から生産を行っているロリマスAU26トラックの累計生産台数が1万台に達し、記念式典が行われた。

## 生産車種

### 乗用車
現行
- i10
- エラントラ
- サンタフェ（DM型）

製造終了
- アトスプリマ
- ゲッツ
- マトリックス
- サンタフェ（CM型）

### 商用車
現行
- AD3（旧：HD5000）
- ロリマスAU26

製造終了
- プルマス

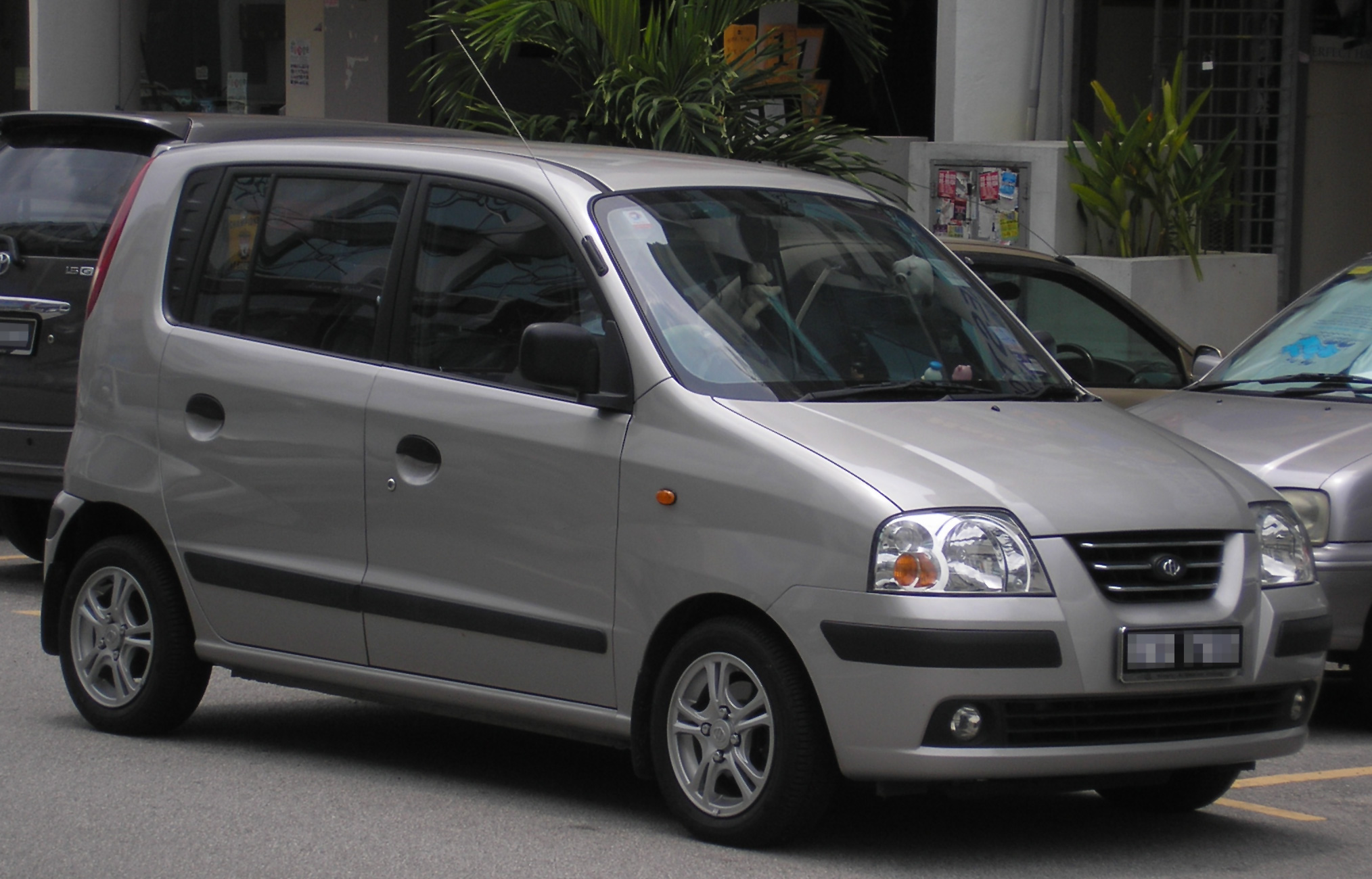
イノコム・アトスプリマ
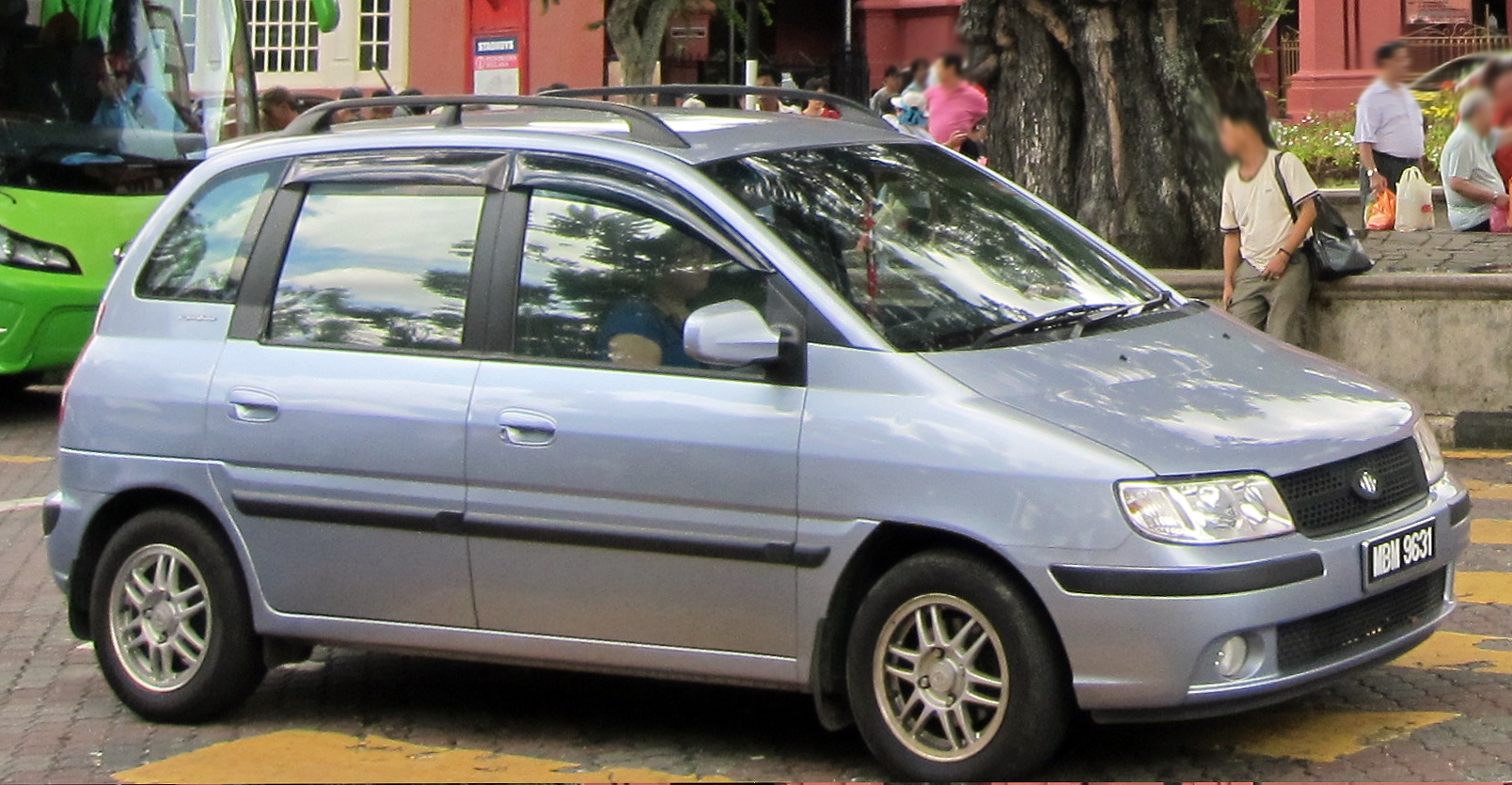
イノコム・マトリックス
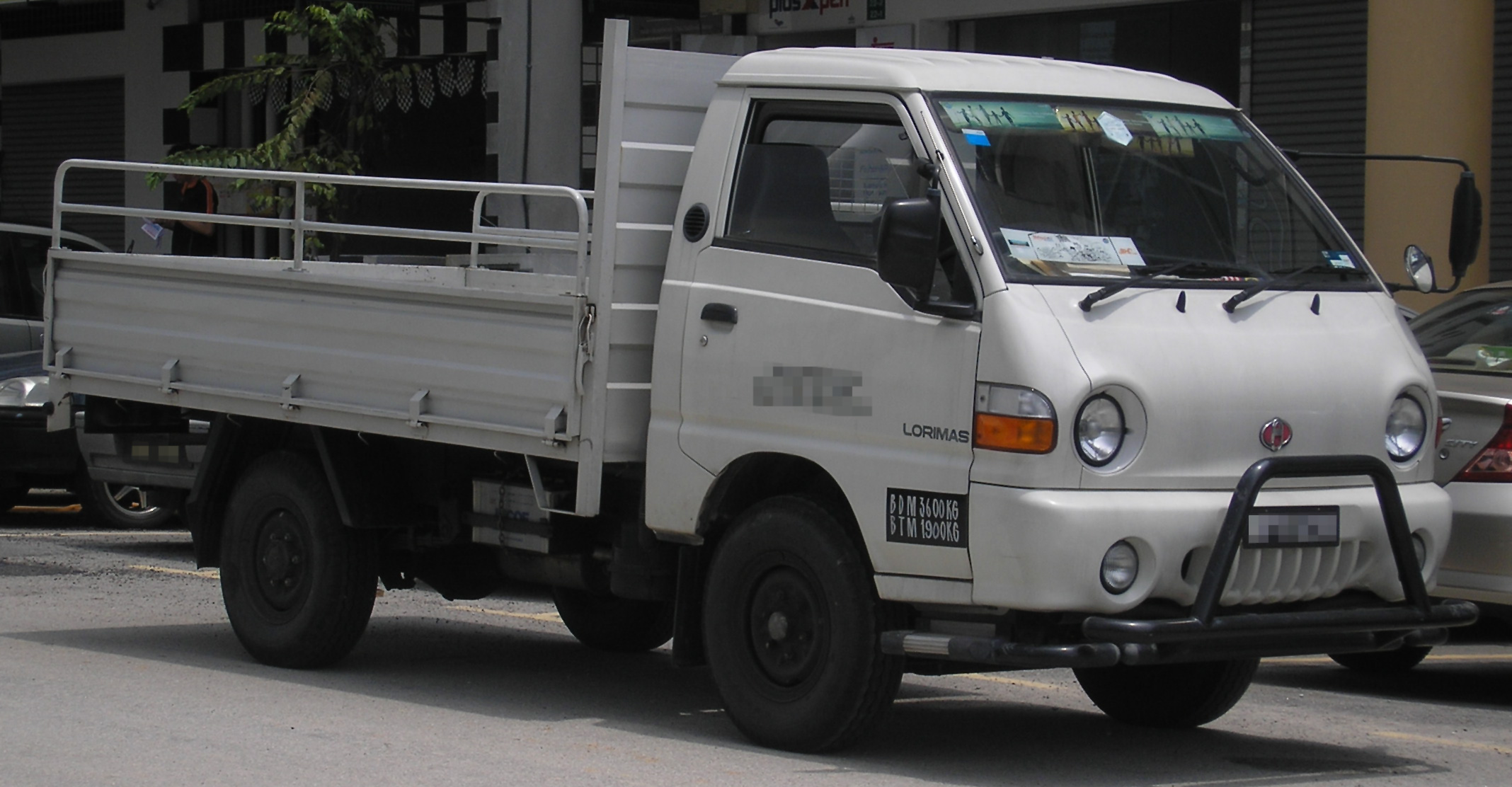
イノコム・ロリマス
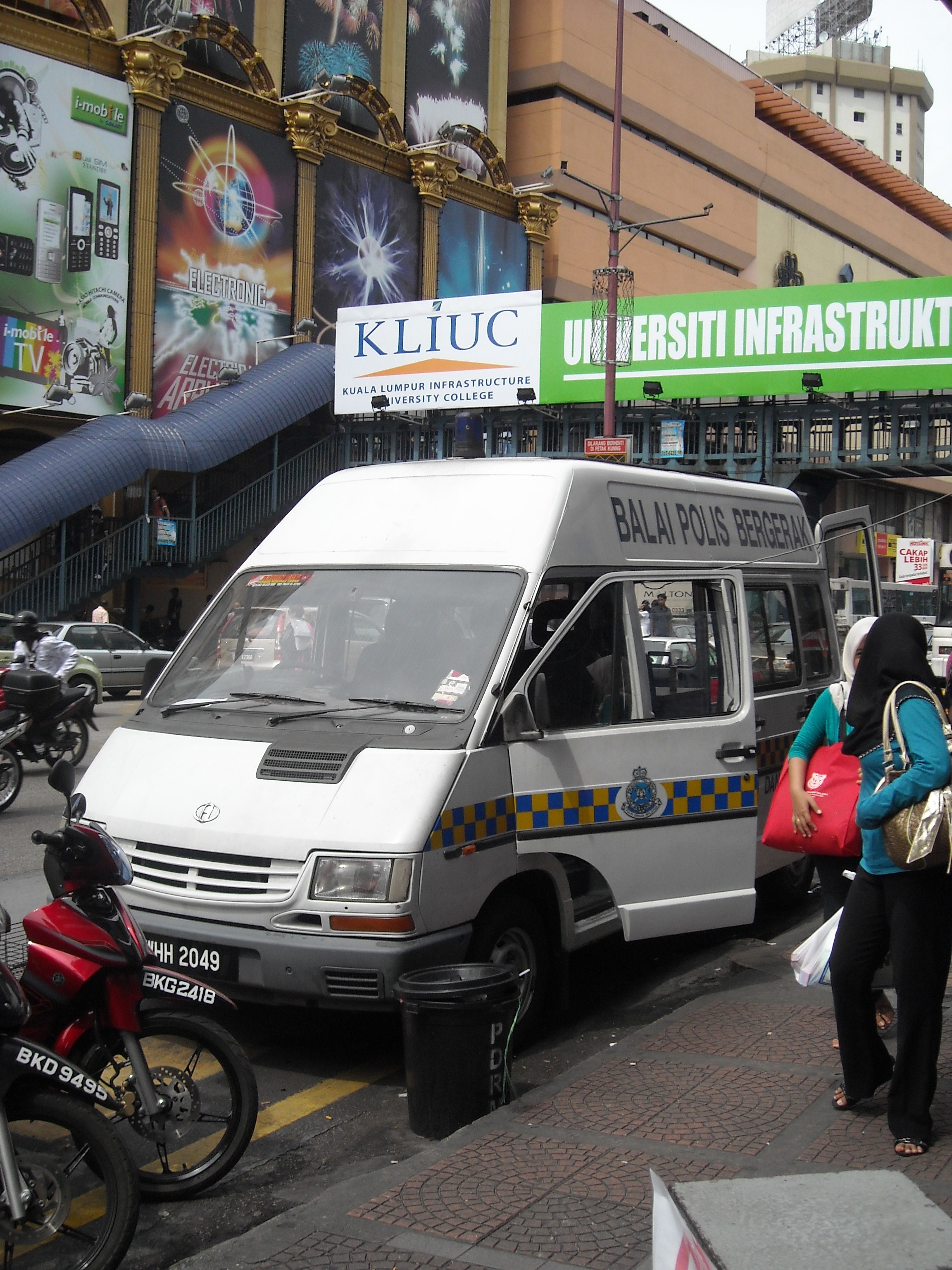
イノコム・プルマス

### 委託組立
BMW
- BMW・1シリーズ
- BMW・3シリーズ
- BMW・5シリーズ
- BMW・X1
- BMW・X3

福田（フォトン）
- ビュー

金杯（ジンベイ）
- エラ・ジンベイ

宗申 (ゾンシン)
- ZS125
- ZS150
- ZS200
- ZS250

ランドローバー
- ランドローバー・ディフェンダー

マツダ
- マツダ3
- マツダ・CX-5

海馬（ハイマ）
- 海馬S7

MINI
- ミニ・クーパー・カントリーマン